# Asian Music Circle
Pour les articles homonymes, voir AMC.
L' Asian Music Circle, littéralement Cercle musical asiatique (parfois abrégé en AMC) est une organisation fondée à Londres, en Angleterre, en 1946, qui vise la promotion des styles de musique, de la danse et de la culture d'Inde et d'autres régions asiatiques, en Occident. L'AMC est crédité d'avoir facilité l'assimilation des traditions artistiques du sous-continent indien dans la culture britannique.

## Historique

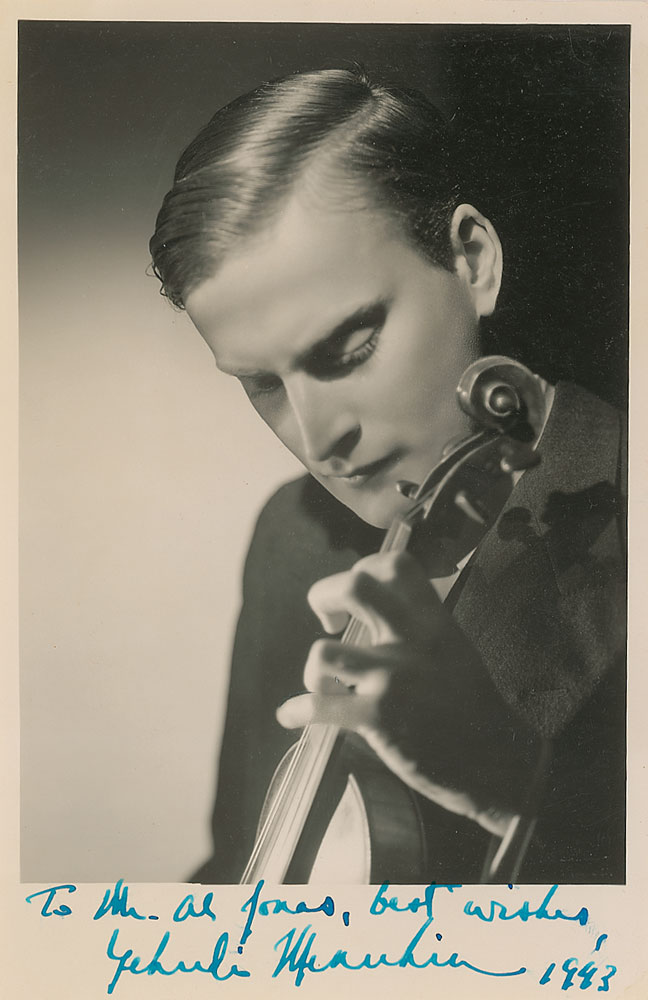
AMC président Yehudi Menuhin (photo en 1943)

Fondé par l'écrivain et ancien activiste politique indien Ayana Angadi et son épouse anglaise, Patricia Fell-Clarke (en), artiste peintre, et plus tard romancière, l'organisation est dirigée depuis leur maison de famille dans le nord de Londres, en banlieue de Finchley.
Dans les années 1950, avec Yehudi Menuhin en tant que président, l'AMC organise la première performance en occident des musiciens classiques indiens Ravi Shankar et Ali Akbar Khan, ainsi que les premiers concerts de Vilayat Khan en Grande-Bretagne. Au cours de la décennie suivante, les Angadis introduisent le Beatle George Harrison à Ravi Shankar, initiant une association qui a vu la musique indienne atteindre son apogée dans la popularité internationale entre 1966 et 1968. L'AMC disposait de ses propres musiciens basés à Londres, dont certains ont joué sur les compositions de style indien de Harrison pour les Beatles, dont « Within You Without You » de l'album Sgt.pepper's Lonely Hearts Club Band. 
L'AMC est également reconnu comme ayant introduit le yoga en Grande-Bretagne, par le biais de l'accueil du gourou B. K. S. Iyengar .